# Philipp Albert Stapfer

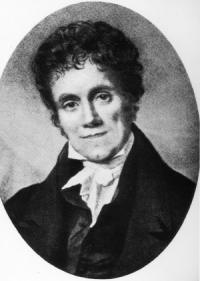
Philipp Albert Stapfer

Philipp Albert Stapfer (auch Philipp Albrecht; * 23. September 1766 in Bern; † 27. März 1840 in Paris) war ein Schweizer Politiker, Diplomat und Theologe. Der Bürger der Stadt Brugg war Bildungsminister der Helvetischen Republik und massgeblich an der Entstehung des Kantons Aargau beteiligt.

## Leben und Wirken
Philipp Albert Stapfer entstammte einer traditionsreichen reformierten Theologenfamilie. Sein Urgrossvater, sein Grossvater und sein Vater waren Pfarrer gewesen. Sein Onkel Johann Friedrich Stapfer war einer der angesehensten Schweizer Theologen des 18. Jahrhunderts. Ein weiterer Onkel, Johann Stapfer, war Theologieprofessor. Philipp Albert Stapfer studierte an der Berner Akademie ebenfalls Theologie. 1789 und 1790 war er Student an der Georg-August-Universität Göttingen, wo er sich für die Anliegen der Jakobiner und die Ideen der Französischen Revolution zu interessieren begann.
Nach einer Bildungsreise nach London und ins revolutionäre Paris im Jahr 1791 begann Stapfer in Bern zu unterrichten und wurde 1792 zum Professor für Philologie ernannt. 1798 ernannte ihn die Regierung der neuen Helvetischen Republik zum Minister für «Wissenschaften, Künste, Gebäude und Strassen». Einer seiner engsten Mitarbeiter im Ministerium war der aus Magdeburg stammende Heinrich Zschokke, auch mit Johann Heinrich Pestalozzi hatte er beruflich zu tun. Um einen Überblick über den Zustand des Schulwesens zu erhalten, führte Stapfer im Januar 1799 bei allen Lehrerinnen und Lehrern der Helvetischen Republik eine Schul-Enquête durch. Sein ambitionierter Schulreformplan, der ein dreistufiges Schulsystem mit Elementarschule, Gymnasium und wissenschaftlicher Akademie vorsah, wurde vom Parlament auf ein Mindestmass zurechtgestutzt und konnte im Vorfeld des Zweiten Koalitionskrieges nicht umgesetzt werden.

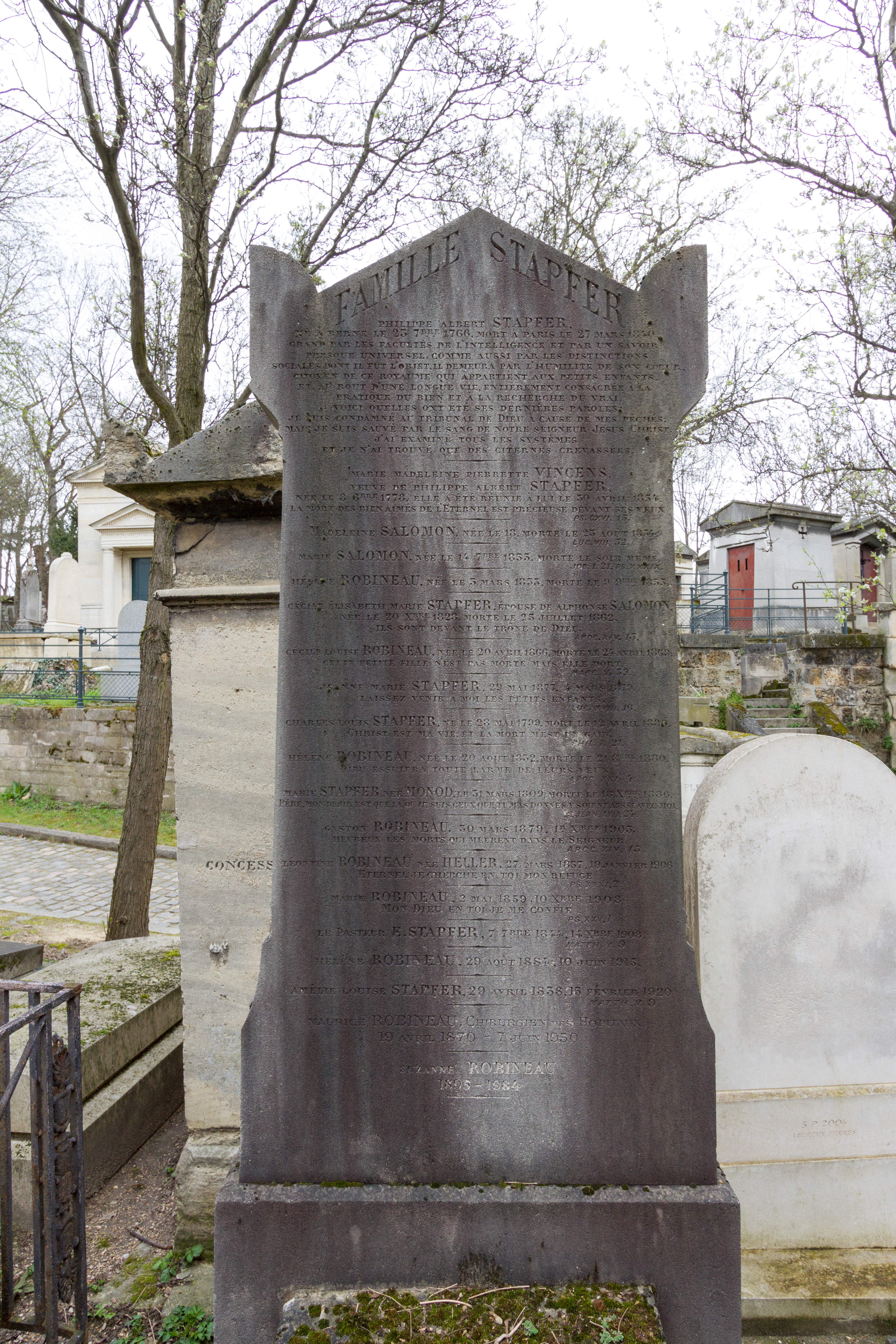
Stapfersches Familiengrab auf dem Friedhof Père-Lachaise, Division 36

Stapfer heiratete 1798 Marie-Madeleine Pierrette Vincens. Diese stammte aus einer Pariser Hugenottenfamilie und war die Enkelin der Bankierswitwe Elisabeth Gastebois, Besitzerin des Schlosses Talcy. Durch die Heirat ging der Schlossbesitz auf Stapfer über. Stapfers Söhne waren der Schriftsteller und Übersetzer Albert Stapfer und der Ingenieur Charles-Louis Stapfer, der Marie, die Tochter des gut befreundeten Jean Monod, heiratete. Seine Enkel waren Edmond Stapfer und Paul Stapfer.
Von 1800 bis Ende 1802 war Stapfer helvetischer Gesandter in Paris und traf sich in dieser Funktion oft mit Napoleon Bonaparte. Sein wichtigstes Anliegen war die Bildung eines geordneten und unabhängigen schweizerischen Staates. 1802 verhinderte er mit diplomatischem Geschick die Annektierung des Wallis durch Frankreich.
Im Dezember 1802 wurde Stapfer als Delegierter nach Paris eingeladen, um die gescheiterte Helvetische Republik zu liquidieren und die Mediationsverfassung auszuhandeln. Dabei setzte er sich erfolgreich für die Schaffung des Kantons Aargau in seiner heutigen Form ein. Dieser wurde schliesslich am 19. Februar 1803 gegründet und war aus dem Berner Aargau, dem Kanton Fricktal und dem Kanton Baden zusammengesetzt. Stapfer war auch Präsident jener Kommission, die für die Liquidation des Vermögens des Einheitsstaates verantwortlich war.
Im Sommer 1803 liess er sich endgültig in Paris auf Schloss Talcy nieder und war dann nur noch gelegentlich in der Schweiz zu Besuch. Zu seinem Freundes- und Bekanntenkreis in Paris zählten unter anderem Alexander von Humboldt und Anne Germaine de Staël. Ausserdem war Stapfer als Schriftsteller, Übersetzer und Redner tätig und widmete sich theologischen Studien. Der Kanton Aargau bot ihm zwar mehrmals politische Ämter an, doch Stapfer lehnte stets ab. Seine zur Zeit der Helvetischen Republik ausgearbeiteten Ideen im Bildungsbereich, die ihrer Zeit teilweise weit voraus waren, wurden nun durch andere umgesetzt. 1812 wurde er zum auswärtigen Mitglied der Akademie der Wissenschaften zu Göttingen gewählt.
Seit 1960 erinnert die von Pro Argovia geführte Stiftung Stapferhaus in Lenzburg, mit Gründungssitz im gleichnamigen Gebäude auf Schloss Lenzburg, an diesen wegweisenden Politiker, ebenso das Stapferschulhaus in Brugg. Stapfers Familiengrab befindet sich in Paris auf dem Friedhof Père-Lachaise, Division 36.

## Schriften
- De la lecture de la Bible, particulièrement de l’Ancien Testament: et des fruits que les hommes de toutes les capacités peuvent en recueillir, même sans le secours de notes et de commentaires (1821).
- Considérations sur les rapports de la lecture universelle et intégrale des Saintes Ecritures avec l’état moral des individus, le bonheur des peuples, et la cause du Christianisme (1823).
- Mélanges philosophiques, littéraires, historiques et religieux (1844).